# 직상여
직상여(直相如, ? ~ 기원전 126년)는 전한 중기의 제후로, 남양군 사람이다. 어사대부 직불의의 아들이다.

## 생애
건원 3년(기원전 138), 직불의가 죽으니 작위를 이었다.
원삭 3년(기원전 126)에 죽으니, 시호를 강(康)이라 하고 아들 직망이 작위를 이었다.

## 출전
- 사마천, 《사기》 권19 혜경간후자연표·권103 만석장숙열전
- 반고, 《한서》 권17 경무소선원성공신표

| 선대 아버지 새신후 직불의 | 전한의 새후 기원전 137년 ~ 기원전 126년 | 후대 아들 직망 |